# Mohamed Amine Ben Amor
Mohamed Amine Ben Amor (Sousse, 3 de mayo de 1992) es un futbolista tunecino que juega en la demarcación de centrocampista para el Étoile du Sahel del Championnat de Ligue Profesionelle 1.

## Selección nacional
Hizo su debut con la selección de fútbol de Túnez el 15 de junio de 2015 en un encuentro contra Marruecos de clasificación para el Campeonato Africano de Naciones de 2016 que finalizó con un resultado de empate a uno tras los goles de Abdelilah Hafidi para Marruecos, y de Karim Aouadhi para Túnez. Además disputó el Campeonato Africano de Naciones de 2016 y la Copa Africana de Naciones 2017.
Ben Amor disputó un partido en la Copa Mundial de Fútbol de 2018, ingresando en el segundo tiempo en la derrota de Túnez por 2 a 1 frente a Inglaterra.

### Goles internacionales
| # | Fecha                | Estadio                                       | Oponente | Gol | Resultado | Competición                                          |
| - | -------------------- | --------------------------------------------- | -------- | --- | --------- | ---------------------------------------------------- |
| 1 | 26 de enero de 2016  | Estadio Regional Nyamirambo, Kigali, Níger    | Níger    | 0-4 | 0-5       | Campeonato Africano de Naciones de 2016              |
| 2 | 7 de octubre de 2017 | Estadio del 28 de Septiembre, Conakri, Guinea | Guinea   | 1-3 | 1–4       | Clasificación para la Copa Mundial de Fútbol de 2018 |

## Clubes
| Club                         | País           | Año       | Partidos | Goles |
| ---------------------------- | -------------- | --------- | -------- | ----- |
| Étoile du Sahel              | Túnez          | 2014-2017 | 95       | 4     |
| Al-Ahli Saudi F. C. (cedido) | Arabia Saudita | 2018      | 6        | 0     |
| Étoile du Sahel              | Túnez          | 2018-     | 40       | 0     |

## Palmarés

### Campeonatos nacionales
| Título        | Club            | País  | Año  |
| ------------- | --------------- | ----- | ---- |
| CLP-1         | Étoile du Sahel | Túnez | 2016 |
| Copa de Túnez | Étoile du Sahel | Túnez | 2014 |
| Copa de Túnez | Étoile du Sahel | Túnez | 2015 |

### Campeonatos internacionales
| Título                       | Club            | País  | Año  |
| ---------------------------- | --------------- | ----- | ---- |
| Copa Confederación de la CAF | Étoile du Sahel | Túnez | 2015 |